# Посёлок имени Ларина (Москва)
Посёлок и́мени Ла́рина — дачный посёлок в черте района Лианозово города Москвы. Возник в 1930-х гг. к северо-западу от посёлка Лианозово. Назван в честь Юрия Ларина (псевдоним большевика Михаила Александровича Лурье). Улицы посёлка названы в честь полярников и авиаторов, первых Героев Советского Союза. Посёлок в черте Москвы с 1960 года. Официально посёлок числится как микрорайон 1В Лианозово. Земля в посёлке очень дорогая.
По состоянию на начало 2010 года в базе жилого фонда Москвы значится 188 частных домов в посёлке, из них 52 дома довоенной постройки (некоторые перестроены).

## Улицы посёлка
Большинство улиц посёлка получили названия в 1936 году, часть — в 1938 году. Посёлок имеет, в основном, прямоугольную планировку.
Улицы, проходящие с северо-запада на юго-восток:
- Улица Кренкеля
- Набережная улица
- Вокзальная улица
- Улица Леваневского
- Улица Байдукова
- Улица Чкалова
- Улица Белякова
- Улица Фёдорова
- Улица Громова

Улицы, проходящие с северо-востока на юго-запад:
- Зональная улица (в основном не параллельна другим улицам, ограничивает посёлок с запада; ранее носила название Шоссейная)
- Улица Каманина
- Улица Слепнёва
- Улица Шмидта
- Улица Молокова
- Улица Водопьянова
- Улица Ширшова
- 2-я улица Ширшова
- Улица Ляпидевского (упразднена, в 1983 году название перенесено на другую улицу в Ховрине)

## Галерея

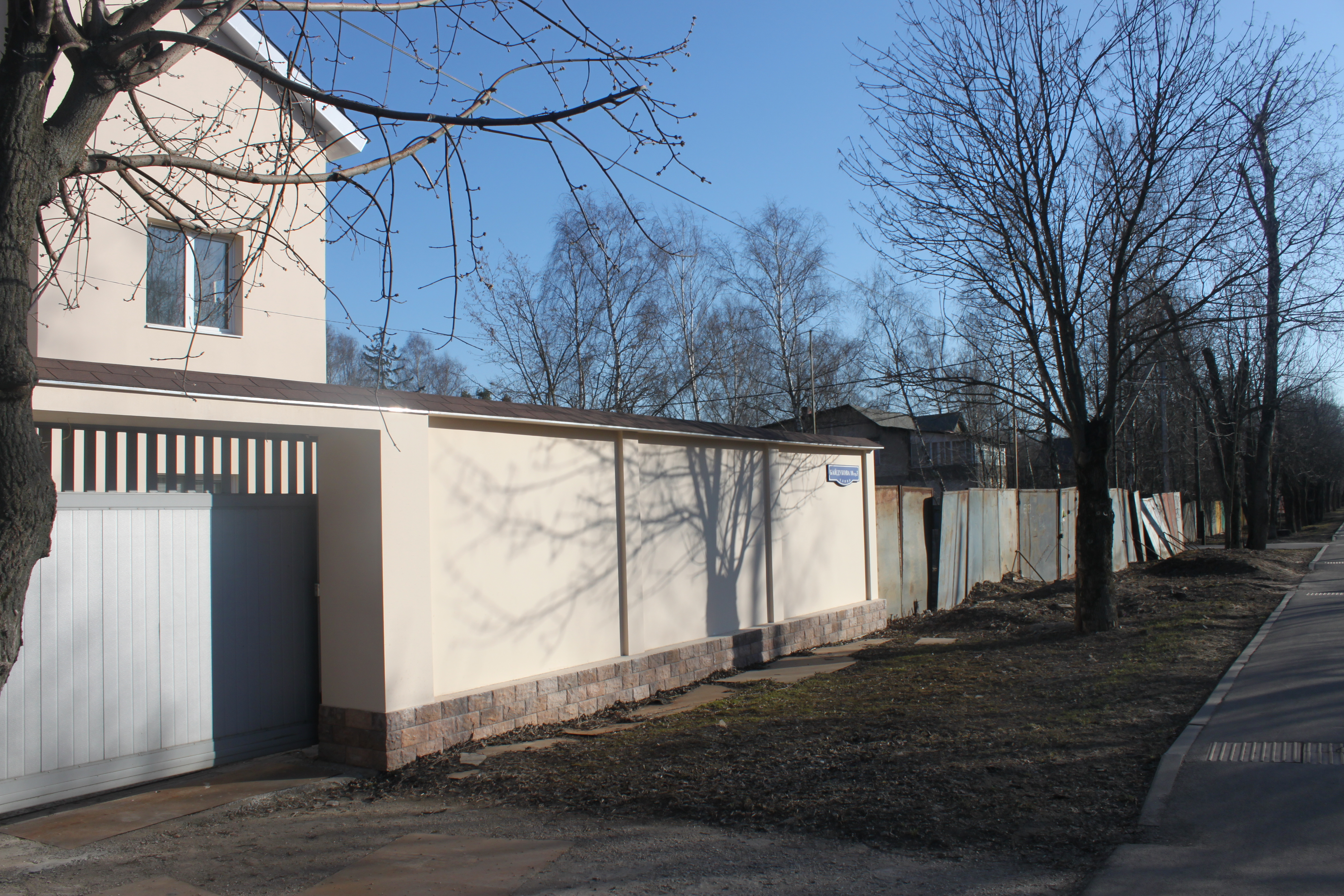
Улица Байдукова
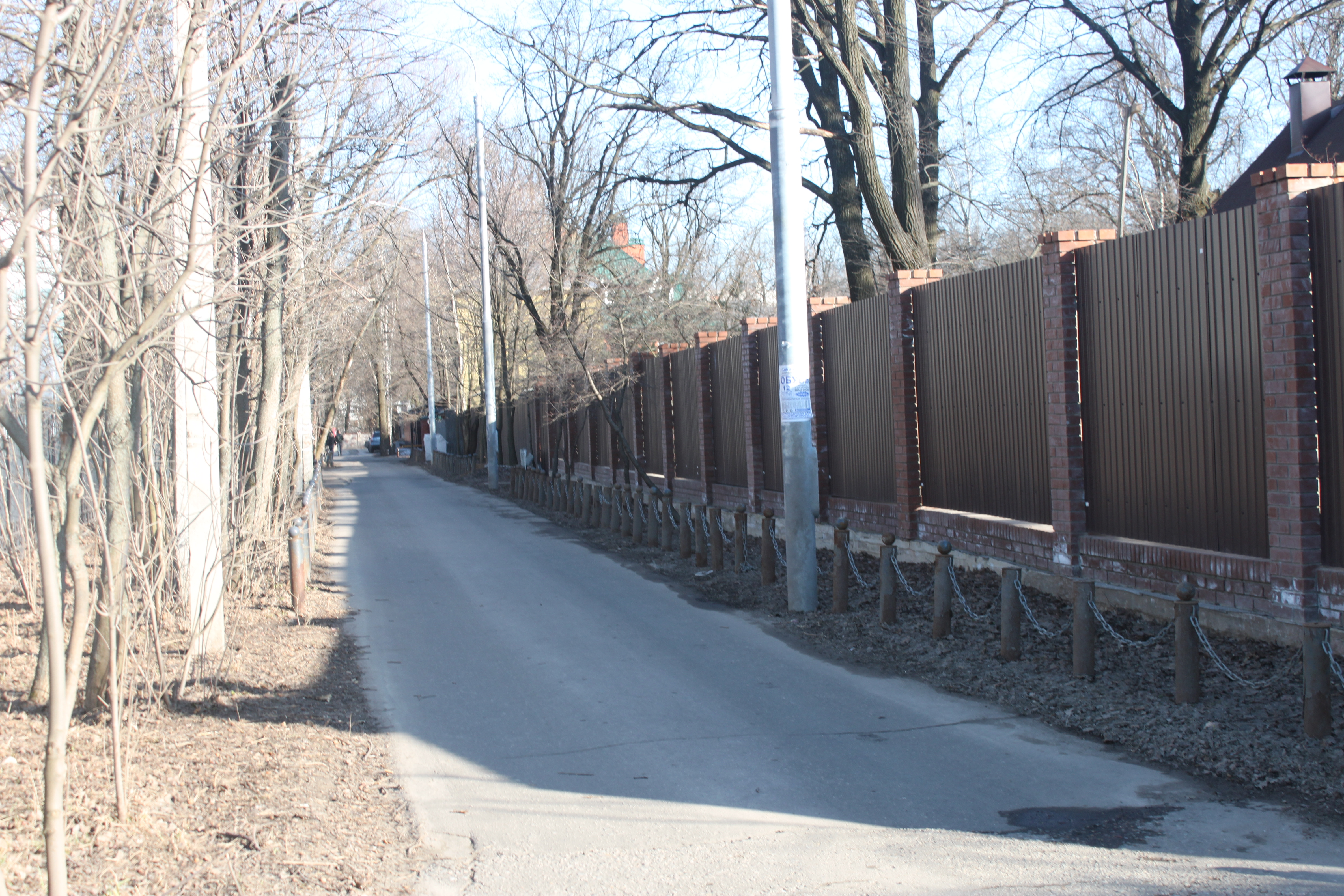
Улица Белякова
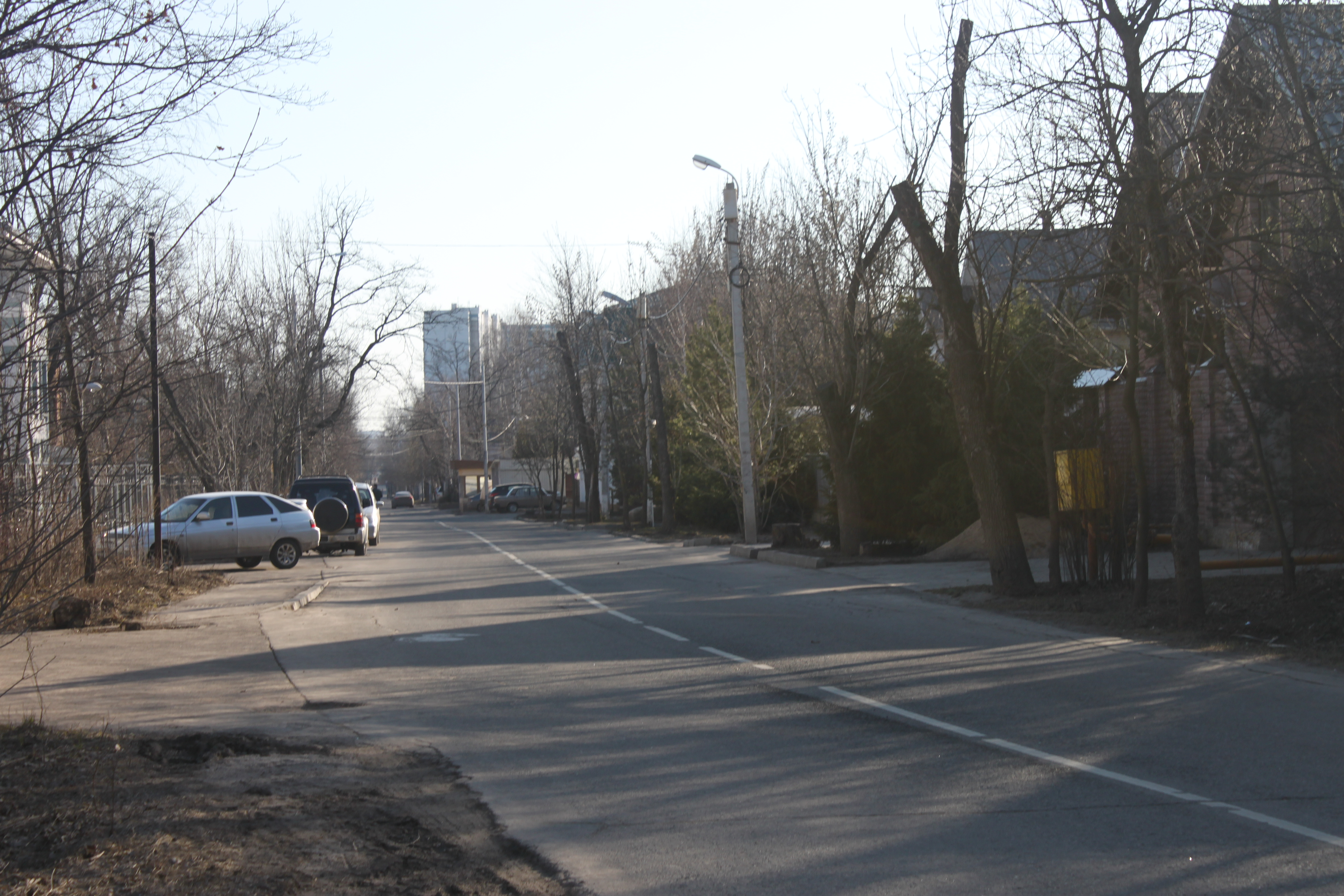
Улица Молокова